# آق‌تپه، هایمانا
آق‌تپه، هایمانا (به لاتین: Aktepe, Haymana) یک منطقهٔ مسکونی در ترکیه است که در استان آنکارا واقع شده‌است.